# Вернер фон дер Шуленбург (1829–1911)
Вернер Фридрих Ернст фон дер Шуленбург (на немски: Werner Friedrich Ernst Graf von der Schulenburg; Ernst Friedrich Werner von der Schulenburg; Schulenburg-Beetzendorf; * 1 април 1829, Беетцендорф; † 5 януари 1911, Беетцендорф, Саксония-Анхалт) е имперски граф от род „фон дер Шуленбург“ и народен представител в Имперското народно събрание.

## Биография
Той е син на граф Вернер XXVI фон дер Шуленбург-Нимпч (* 7 август 1797; † 9 март 1829) и съпругата му фрайин Шарлота фон Фризен (* 12 ноември 1798; † 30 април 1874), дъщеря на политика фрайхер Йохан Георг Фридрих фон Фризен (1757 – 1824) и Йохана Фридрика Каролина Луиза фон Крозигк. Внук е на Адолф Фридрих Вернер фон дер Шуленбург (1759 – 1825) и Каролина Фридерика Луиза фон Опен (1772 – 1797). Потомък е на Адолф Фридрих фон дер Шуленбург (1685 – 1741).
Шуленбург следва в Хале и е офицер до 1854 г. Той участва във Войната срещу Франция (1870 – 1871). От 1866 до 1867 г. е член в Пруския парламент, от 1867 до 1871 г. в бранденбургскоро пруско народното събрание. От 1867 до 1871 г. е член на немския Райхстаг за консервативната партия на Магдебург I. (Залцведел-Гарделеген). 
През 1872 г. той става представител на „Графския съюз на Провинция Саксония“ в Пруския Херенхауз, където остава до 1906 г.
През 1879 г. Вернер фон дер Шуленбург получава имението Клостерроде от наследството на умрелия през 1853 г. бездетен Фридрих Албрехт фон дер Шуленбург и го продава през 1904 (1906) г.

## Фамилия
Вернер Фридрих Ернст фон дер Шуленбург се жени на 23 септември 1854 г. във Волфсбург за Берта Шарлота Клементина фон дер Шуленбург (* 15 януари 1834, Брауншвайг; † 31 март 1918, Беетцендорф), дъщеря на граф Вернер фон дер Шуленбург-Волфсбург (1792 – 1861) и фрайин Луиза Ернестина Шарлота фон Винке (1797 – 1888). Те имат осем деца:
- Адолф Фридрих (* 3 юли 1855, Беетцендорф; † 13 септември 1925, Беетцендорф), женен за Херта Хелена Хенриета Луиза Аста фон Герлах (* 23 февруари 1871, Кьозлин; † 14 януари 1958, Ваймар), дъщеря на Август фон Герлах (1830 – 1906) и Аста фон Клайст (1840 – 1933)
- Хелена Шарлота (* 28 октомври 1856, Беетцендорф; † 2 януари 1948, Беетцендорф), омъжена за генерал-майор Вилхелм Барон Дигеон фон Монтетон (* 29 ноември 1853, Шьонебек; † 7 ноември 1931, Целе)
- Анна Клара Гертруд (* 18 октомври 1858, Беетцендорф; † 17 април 1927, Беетцендорф)
- Анна Шарлота Берта (* 31 август 1861; † 10 септември 1940), болногледачка[5]
- Фридрих Вилхелм Ахац (* 1 февруари 1863, Беетцендорф; † 27 април 1943, Тилзен), женен 1908 г. за Теодора фон дем Кнезебек-Милендонк (* 19 май 1886, Тилзен; † 1 февруари 1978, Витценхаузен-Верлесхаузен)
- Анна Катарина Аделхайд (* 20 юни 1865, Беетцендорф; † 23 август 1865, Беетцендорф)
- Анна Клара Маргарета (* 28 февруари 1868, Беетцендорф; † 9 февруари 1961, Бремен), омъжена за фрайхер Ханс Мортимер фон Малтцан (* 23 авуст 1863, Ванселов; † 12 януари 1916, Имперски Щралзунд), син на Ханс Лудвиг фон Малтцан (1837 – 1899).[6] Тяхната дъщеря Вероника (1892 – 1946) е омъжена за Йоахим фон Блюхер (1888 – 1980), НСДАП
- Илза Мария Матилда (* 8 септември 1875, Беетцендорф; † 12 декември 1947, Кльотце)